# Bioscience, Biotechnology, and Biochemistry
Bioscience, Biotechnology, and Biochemistry, abgekürzt Biosci. Biotechnol. Biochem., ist eine wissenschaftliche Fachzeitschrift, die vom Taylor & Francis-Verlag im Auftrag der japanischen Gesellschaft für Biowissenschaft, Biotechnologie und Agrarchemie veröffentlicht wird. Die Zeitschrift wurde 1924 unter dem Namen Bulletin of the Agricultural Chemical Society of Japan gegründet. Von 1943 bis 1954 war das Erscheinen unterbrochen und begann 1955 wieder. Im Jahr 1961 wurde der Name in Agricultural and Biological Chemistry geändert, dieser Name wurde 30 Jahre beibehalten, bevor 1992 die Änderung in den derzeit gültigen Namen Bioscience, Biotechnology, and Biochemistry erfolgte. Die Zeitschrift erscheint mit zwölf Ausgaben im Jahr. Es werden Arbeiten veröffentlicht, die sich mit biologischen und chemischen Analysen in Pflanzen, Tieren und Mikroorganismen beschäftigen.
Der Impact Factor lag im Jahr 2014 bei 1,063. Nach der Statistik des ISI Web of Knowledge wird das Journal mit diesem Impact Factor in der Kategorie angewandte Chemie an 39. Stelle von 72 Zeitschriften, in der Kategorie Biochemie & Molekularbiologie an 256. Stelle von 290 Zeitschriften, in der Kategorie Biotechnologie & angewandte Mikrobiologie an 127. Stelle von 163 Zeitschriften und in der Kategorie Food Science & Technology an 69. Stelle von 123 Zeitschriften geführt.